# آدم هاغ
آدم هاغ (بالإنجليزية: Adam Hague) هو منافس ألعاب قوى بريطاني، ولد في 29 أغسطس 1997 في روثرهام ‏ في المملكة المتحدة.

## وصلات خارجية
- آدم هاغ على موقع الاتحاد الدولي لألعاب القوى (الإنجليزية)
- آدم هاغ على موقع الاتحاد الأوروبي لألعاب القوى (الإنجليزية)